# Herb gminy Płoskinia
Herb gminy Płoskinia – jeden z symboli gminy Płoskinia.

## Wygląd i symbolika
Herb przedstawia na tarczy dzielonej w słup w polu lewym na niebieskim tle pół głowy czarnego byka z żółtym rogiem i pierścieniem w nozdrzach, a w zielonym polu prawym żółty kłos zboża. Całość otoczona jest żółtą bordiurą.